# Sannfinländarna
Sannfinländarna (finska: Perussuomalaiset, ordagrann översättning ”Grundfinländarna”, ”Bottenfinländarna” eller ”Basfinländarna”) är ett nationalistiskt politiskt parti i Finland. 
Sannfinländarna grundades i resterna av Finlands landsbygdsparti som gick i konkurs 11 maj 1995. Partiet har sedan riksdagsvalet 2011 varit ett av de största partierna i Finland. Det satt med i regeringen 2015–2017 och gör det återigen sedan 2023, då man är en del av regeringen Orpo.
Sannfinländarna är EU- och invandringskritiska, nationellt och kristet sinnade och försvarsvänliga. Partiet kombinerar en centerekonomisk politik med socialkonservativa värden. 
Partiet har i internationella medier jämförts med de övriga nordiska populistiska partierna och andra liknande nationalistiska och högerpopulistiska rörelser i Europa. Partiet delar EU-skepticismen och är kritiska till globaliseringen, samtidigt som det uttalar ett starkt stöd för den finländska välfärdsstaten.

## Historik

### Ursprung
Partiet grundades den 11 maj 1995. Sannfinländarnas första kongress hölls i Karleby den 25–26 november 1995.
Sannfinländarnas föregångare var det populistiska Finlands landsbygdsparti. I en debattartikel i Dagens Nyheter (DN) den 19 april 2011 skrev Expos chefredaktör Daniel Poohl att "I slutet av 1960-talet tog Veikko Vennamo plats som finsk politiks badboy. Hans parti, Finska landsbygdspartiet, skakade om det politiska livet med en effektiv populism. I valet 1968 lockade partiet hela 11,3 procent av väljarnas röster." Finlands landsbygdsparti gick i konkurs 1995. När detta hade skett bildades samma år dess efterföljare, Sannfinländarna.
Sannfinländarnas ungdomsförbund, Finsk Ungdom, grundades 1997.

### Partiets uppgång
Skillnaden mellan dagens högerpopulistiska sannfinländare och gårdagens populistiska landsbygdsparti har framför allt varit tre saker: EU-motståndet, att den mångårige partiledaren Timo Soini lyckats formulera ett budskap som förutom på landsbygden också gått hem i städernas förorter, samt Sannfinländarnas invandringsmotstånd. Hufvudstadsbladet anser att Sannfinländarna definitivt bröt banden till Landsbygdspartiet i och med partikongressen 2017, där Jussi Halla-aho valdes till partiordförande.
Efter riksdagsvalet 2011 menade Anna-Lena Laurén, journalist på Hufvudstadsbladet, att Sannfinländarna med 19 procent av rösterna var så stort att det var sannolikt att partiet skulle komma med i den nya regeringen. Hon fortsatte med att ingen kan veta hur partiet kommer att kunna regera tillsammans med de andra regeringspartierna. ”Det finns en massa oseriösa personer inom partiet”, sade hon. Laurén menade vidare att Sannfinländarna troligtvis kommer att ingå i den nya regeringen med Samlingspartiet (20,4 procent), Socialdemokraterna (Finland) (19,1 procent) och Svenska folkpartiet (4,3 procent).
Göteborgs-Posten (GP) skrev i sin ledarartikel den 18 april 2011 frågan om partiledaren Soini kan ”kramas ihjäl”. GP skrev vidare att ”om Sannfinländarna välkomnas i regeringen lär det ske med en baktanke. Men strategin är riskfylld. Istället för att kväva protestpartiet kan Jyrki Katainen bli kungamakare.” GP:s ledarartikel syftade med orden ”kramas ihjäl” på det som hände med Finlands landsbygdsparti 1970 och 1983, då det bjöds in i regeringen och efter det störtdök i nästkommande val. GP skrev också att ”exemplet Landsbygdspartiet, som leddes av Soinis lärofader Veikko Vennamo, har visat att det kan gå relativt snabbt att krama ihjäl ett missnöjesparti genom att tvinga det att ta politiskt ansvar”.

### Sannfinländarna som regeringsparti 2015–2017
Sannfinländarna blev Finlands näst största parti i riksdagsvalet 2015, och bildade i maj 2015 koalitionsregering med Centern och Samlingspartiet. Regeringsansvaret i regeringen Sipilä (2015–2017) kom dock att bli tungt för partiet. Hösten efter regeringsbildningen 2015 ökade mängden asylsökande i Finland tiofalt, och trots en betydande skärpning av invandringspolitiken skulle fler invandrare beviljas asyl än någonsin tidigare. Partiet kunde inte heller hindra lån i anledning av Greklands skuldkris. Opinionsstödet sjönk från 17,65 % i riksdagsvalet 2015 till 9,0 % i maj–juni 2017.

### Sannfinländarna får lämna regeringen och splittras
Den långtida partiledaren Timo Soini meddelade i mars 2017 att han i juni 2017 skulle avgå som ordförande för Sannfinländarna. Sannfinländarna valde Jussi Halla-aho till partiordförande på sin kongress i Jyväskylä den 10 juni 2017 med 56 procent av rösterna. Europaparlamentarikern Jussi Halla-aho har tidigare dömts för hets mot folkgrupp. Det ledde till att Finland riskerade en regeringskris eftersom den centerpartistiske statsministern inte ville samarbeta med Sannfinländarnas nya ledning. Samtliga sannfinländska ministrar och ett antal riksdagsledamöter bröt då med sitt parti för att rädda regeringen.
Statsminister Juha Sipilä hade sagt att Halla-ahos värderingar "ligger långt från de egna". Samlingspartiets ordförande Petteri Orpo sade efter partiledarvalet att Halla-ahos seger gör Sannfinländarna till "ett helt annat parti" och att han allvarligt funderar på regeringssamarbetet, med hänvisning till att regeringsprogrammet konstaterar att Finland är ett öppet och internationellt, språkligt och kulturellt rikt land. Samlingspartiets unga anser det omöjligt att sitta i samma regering som Halla-aho. Efter överläggningar mellan regeringspartiernas ledare meddelade Sipilä att han kommer att lämna in regeringens avskedsansökan.
Partiledarvalet stod i praktiken mellan Halla-aho och Sampo Terho, som var partiledningens favorit. Trots att de två ideologiskt stod varandra nära, ansågs att Terho skulle kunna hålla kvar partiet i regeringen utan större dramatik, medan samarbete med Halla-aho, som dömts för hets mot folkgrupp och representerade kraven på förändring inom partiet, skulle vara svårt för regeringskumpanerna Centern och Samlingspartiet. Händelserna under partikongressen jämfördes med en palatsrevolution; flera poster blev besatta med Halla-aho närstående.
Tisdagen efter partikongressen meddelade ett tjugotal av Sannfinländarnas riksdagsledamöter, inklusive alla partiets ministrar, att de bildar en ny gruppering, som stöder den sittande regeringen och dess program. Regeringen avgick inte, men Sannfinländarna hamnade i opposition medan utbrytargruppen Nytt alternativ (senare Blåa riksdagsgruppen) satt kvar i regeringen. Partiet splittrades också ute i landet. Utbrytargruppen bildade en förening, med avsikt att införa den i partiregistret före kandidatnomineringen inför nästa val. Partiet, som fick namnet Blå framtid, infördes i partiregistret den 15 november.

### Partiledare
Partiets partiledare:
- Raimo Vistbacka (1995–1997)
- Timo Soini (1997–2017)
- Jussi Halla-aho (2017–2021)
- Riikka Purra (2021–)

### Partisekreterare
Partiets partisekreterare:
- Timo Soini (1995–1997)
- Rolf Sormo (1997–1999)
- Hannu Purho (1999–2007)
- Ossi Sandvik (2007–2013)
- Riikka Slunga-Poutsalo (2013–2019)
- Simo Grönroos (2019–2021)
- Arto Luukkanen (2021–)

## Politisk linje

### Skatter
Sannfinländarna kräver en brantare progressiv beskattning, att förmögenhetsskatten återinförs, skatteavdrag för familjer med barn, avskaffande av arvsskatten och bränsleskatten.
I Sannfinländarnas valmanifest 2011 ville partiet skärpa företagens dividendskatt för dem som tjänar mer än 5 000 euro per månad, höja beskattningen av kapitalinkomster med 30 procent och återta höjningen av energibeskattningen. Valmanifestet motsatte sig även de så kallade ”gröna skatterna”, till exempel trängselavgifterna.
Samtliga kapitalinkomster från stiftelser och företag ska vara skattepliktiga. Bolagsskatten ska inte sänkas, medan skatten för låg- och medelinkomsttagare inte ska tillåtas öka, inte ens momsen.
Beträffande inkomstskillnaderna vill Sannfinländarna minska dem.

### Socialpolitik
Partiet efterlyser en förbättring av grundtryggheten och vill binda den och barnbidraget vid konsumentprisindex.
Man vill också förbättra tjänstepensionerna.
Partiet vill förbättra vården för äldre och funktionshindrade. Den nuvarande vårdnivån och kompetensen bland de anställda anses vara oroande. Anhörigvårdarnas arbete bör ges bättre ersättning. Partiet anser att social- och hälsovårdstjänster alltid bör bibehållas i offentlig regi, vid sidan av privata tjänster.

### EU-kritik
Partiet är starkt EU-kritiskt och har kraftigt motsatt sig stödpaket till EU-länder i ekonomisk kris. Sannfinländarna kommer att verka för att stödpaketet till Portugal omförhandlas. Detta skapade oro och en negativ utveckling på Stockholmsbörsen den 18 april 2011.
Den 30 april 2011 framför Timo Soini i en tv-intervju med Yle att nödlån till Portugal kan ligga i Finlands intresse.
Den 11 maj 2011 meddelade Sannfinländarnas ledare att de inte kommer att ingå i Finlands regering. Detta på grund av Socialdemokraternas och Samlingspartiets överenskommelse om EU-stöd till Portugal.

### Svenskans ställning
Partiet vill göra svenskan till ett valfritt ämne i Finlands finskspråkiga skolor (nu är det obligatoriskt som det andra inhemska språket). Ändå står partiet fast vid obligatorisk skolfinska för de med svenska som modersmål. Partiet vill att man skall kunna studera ryska istället för svenska för dem som bor nära gränsen till Ryssland.

### Skärpning av invandringspolitiken
Partiet förespråkar en skärpning av asyl- och invandringspolitiken samt anser att invandrare ska assimileras och anamma den finska kulturen.

### Inställning till extremism med terrorinslag
I samband med de mord och bombdåd som Anders Behring Breivik begick i Norge 22 juli 2011 har företrädare förklarat att det är naturligt att den förda politiken provocerar detta handlande.
Den välkände sannfinländske politikern Jussi Halla-aho, som blev partiordförande i juni 2017 och vars texter delvis citerades av Anders Behring Breivik, har sagt att det är beklagligt att Sannfinländarna förknippas med attentaten i Norge 22 juli 2011. Halla-aho tar avstånd från våld och påpekar att han skriver texter i det offentliga rummet och inte kan påverka vem som citerar honom, eller i vilka sammanhang hans texter citeras.
Även den tidigare partiledaren Timo Soini har poängterat att han inte accepterar våld eller hatiska åsikter, och hävdar att Breivik är en enskild fanatiker och psykopat.

## Valresultat
I riksdagsvalet 2003 fick Sannfinländarna tre mandat. Dessa innehades av Raimo Vistbacka, Tony Halme och Timo Soini. Den sistnämnde var partiets kandidat i presidentvalet 2006, men gick inte vidare till andra omgången. I riksdagsvalet 2007 fick partiet 4,1 procent av rösterna och fem mandat. I 2011 års val fick partiet 19 procent av de avlagda rösterna och 39 mandat i riksdagen.
I kommunalvalen 2008 fick partiet 5,4 procent av rösterna och 442 mandat, vilket var en fyrdubbling jämfört med kommunalvalen 2004 då partiet fick 106 mandat.
I EU-parlamentsvalet 2009 fick Sannfinländarna för första gången ett mandat. I EU-parlamentet 2009-2014 satt partiet i Gruppen Frihet och demokrati i Europa (EFD). I gruppen ingick bl.a. Dansk Folkeparti, United Kingdom Independence Party och Lega Nord.
Fr.o.m. 2014 ingår partiet i ECR-gruppen. 2019 gick Sannfinländarna med i ID-gruppen i EU-parlamentet.. 2023 bytte Sannfinländarna tillbaka till ECR-gruppen.
| År   | Mandat | Stöd    | Stöd    |
| ---- | ------ | ------- | ------- |
| 1999 | 1      | 26 440  | 0,99 %  |
| 2003 | 3      | 43 816  | 1,57 %  |
| 2007 | 5      | 112 256 | 4,05 %  |
| 2011 | 39     | 560 075 | 19,05 % |
| 2015 | 38     | 524 054 | 17,65 % |
| 2019 | 39     | 538 805 | 17,48 % |
| 2023 | 46     | 620 981 | 20,1 %  |

| År   | Mandat | Stöd    | Stöd    |
| ---- | ------ | ------- | ------- |
| 1996 | 138    | 21 999  | 0,93 %  |
| 2000 | 109    | 14 712  | 0,66 %  |
| 2004 | 106    | 21 417  | 0,90 %  |
| 2008 | 443    | 137 497 | 5,39 %  |
| 2012 | 1,195  | 307 797 | 12,34 % |
| 2017 | 770    | 227 297 | 8,8 %   |
| 2021 | 1,350  | 354 019 | 14,4 %  |
| 2025 | 649    | 184 188 | 7,6 %   |

| År   | Mandat | Stöd    | Stöd   |
| ---- | ------ | ------- | ------ |
| 2022 | 155    | 206 477 | 11,1 % |
| 2025 | 106    | 152 747 | 7,8 %  |

| År   | Mandat | Stöd    | Stöd    |
| ---- | ------ | ------- | ------- |
| 1996 | 0      | 15 004  | 0,67 %  |
| 1999 | 0      | 9 854   | 0,79 %  |
| 2004 | 0      | 8 900   | 0,54 %  |
| 2009 | 1      | 162 930 | 9,79 %  |
| 2014 | 2      | 222 457 | 12,87 % |
| 2019 | 2      | 252,990 | 13,8 %  |
| 2024 | 1      | 139 019 | 7,6 %   |

| År   | Kandidat         | Stöd    | Stöd    |
| ---- | ---------------- | ------- | ------- |
| 2000 | Ilkka Hakalehto  | 31 405  | 1,03 %  |
| 2006 | Timo Soini       | 103 368 | 3,43 %  |
| 2012 | Timo Soini       | 287 571 | 9,40 %  |
| 2018 | Laura Huhtasaari | 207 337 | 6,93 %  |
| 2024 | Jussi Halla-aho  | 615 487 | 18,99 % |